# Hypervisor
Een Hypervisor of Virtual Machine Monitor is in de informatica een opstelling die ertoe dient om meerdere besturingssystemen tegelijkertijd op een hostcomputer te laten draaien. Met de term hypervisor wordt de eerdere term supervisor uitgebreid, die gewoonlijk toegepast werd op besturingssysteemkernels.
Een hypervisor regelt een vorm van virtualisatie.

## Architectuur
Hypervisors zijn in twee soorten ingedeeld.
Type1: 'Native' of 'Bare-Metal'
Type2: 'Hosted'

### Type1
Een Type1 Hypervisor ligt direct op de hardware, dat wil zeggen dat er geen besturingsysteem tussen ligt, hierdoor kunnen er meer resources aan de virtuele machines gegeven worden. Een van de nadelen van een Type1 is dat je enige technische kennis moet hebben om er mee te kunnen werken. Type1 Hypervisors worden dan vooral ook gebruikt voor en door Servers.
Enkele voorbeelden van Type1 Hypervisors zijn: VMWare ESXi, Citrix Xen, KVM & Microsoft Hyper-V.

Architectuur van Hypervisors

### Type2
Een Type2 hypervisor spreekt in tegenstelling tot een Type1 niet direct de hardware aan, dit wil zeggen dat er wel een besturingsysteem onder ligt. Dit kunnen er verschillende zijn zoals: Microsoft Windows, Apple MacOS en Linux.
Een van de voordelen van een Type2 hypervisor is dat er minder technische kennis voor nodig is om deze te laten functioneren, meestal kunnen Type2 Hypervisors geïnstalleerd worden zoals een programma. Een nadeel is dat Type2 hypervisors niet zo krachtig en efficient zijn als Type1. Enkele voorbeelden van Type2 hypervisors zijn: Oracle VirtualBox, VMware Workstation, Parallels Desktop.